# Schloss Schlettau

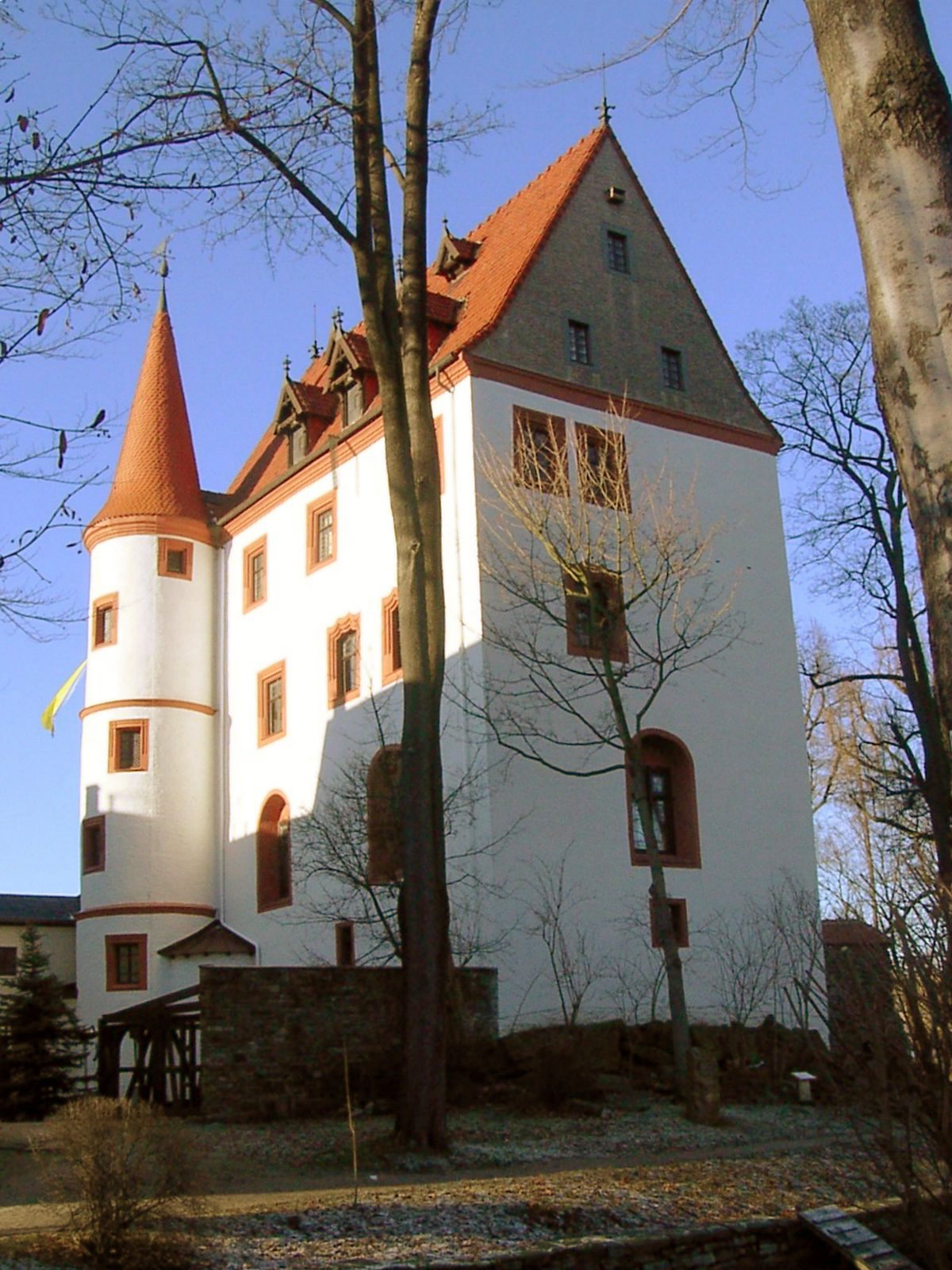
Schloss Schlettau

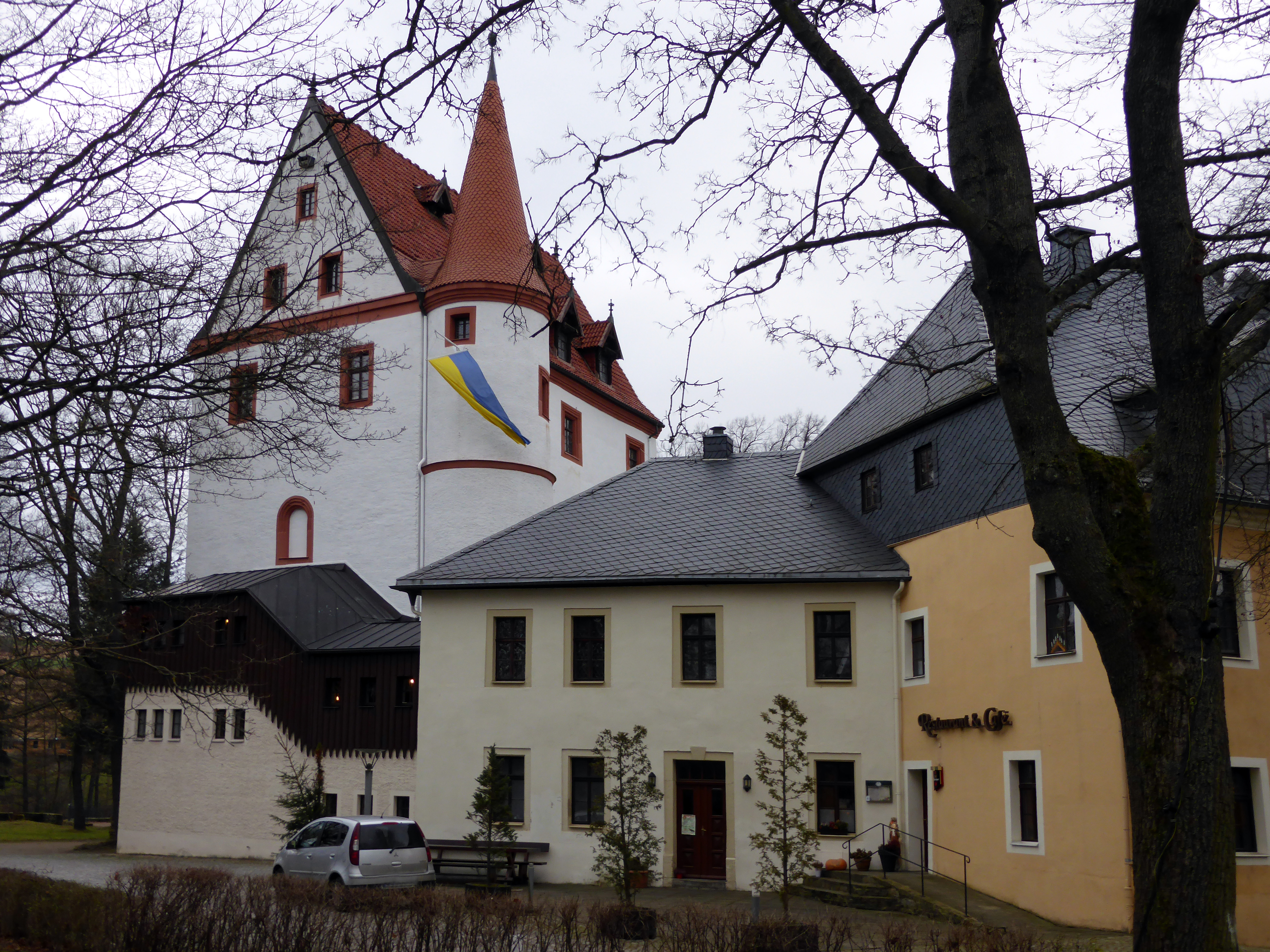
Schloss und Herrenhaus

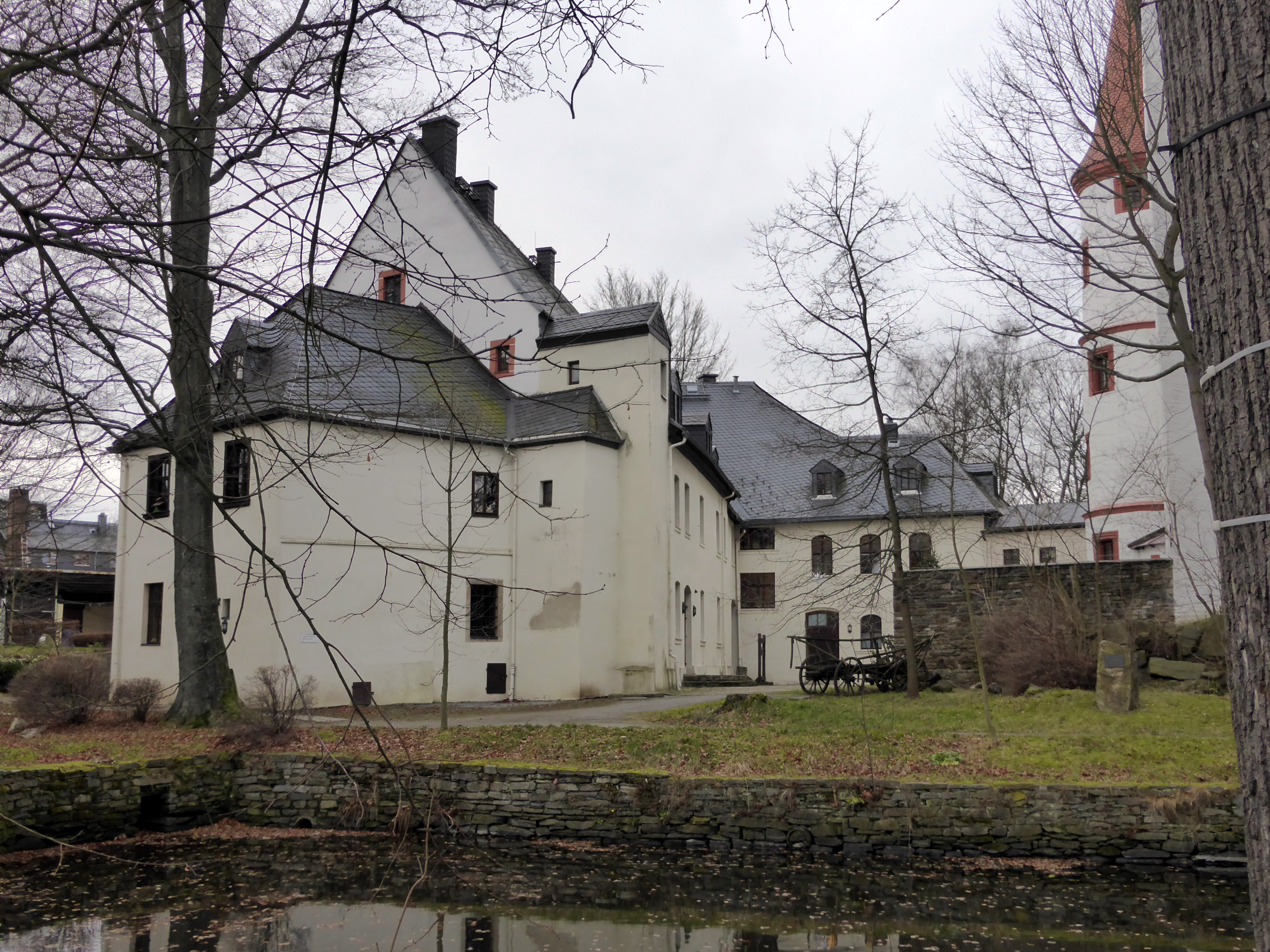
Rückseite Herrenhaus

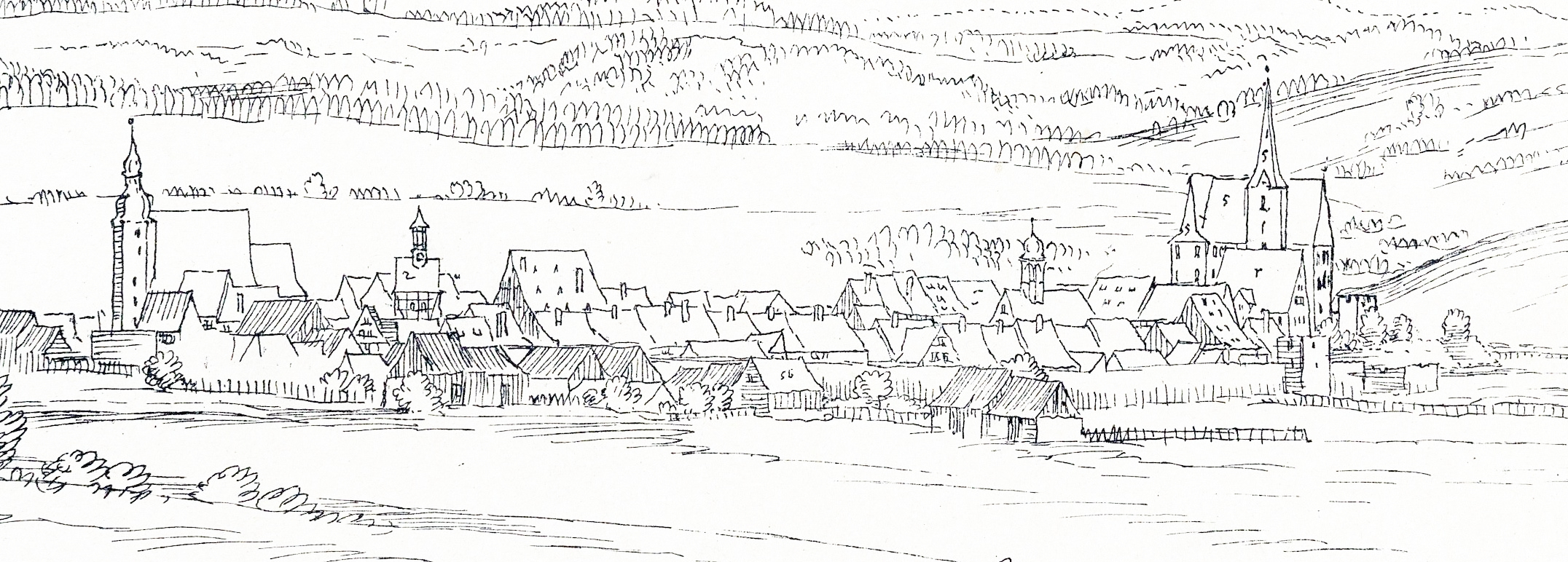
Stadt und Schloss Schlettau, Wilhelm Dilich, um 1626–1629

Das Schloss Schlettau in der gleichnamigen Stadt Schlettau an der Zschopau ist eines der wichtigen Baudenkmale an der alten Salzstraße im oberen Erzgebirge. Es liegt zugleich an der vom alten Bergbau geprägten Silberstraße, die von Schwarzenberg in Richtung Dresden führt. Nach vollständiger Restaurierung bis 2006 ist es heute ein Museum und Kulturzentrum.

## Geschichte
Schloss Schlettau geht vermutlich auf eine von den Reichsministerialen von Crimmitschau im 13. Jahrhundert errichtete Turmhügelburg zurück. Die Anlage schützte eine vorbeiführende Salzstraße und war gleichzeitig Verwaltungsmittelpunkt einer kleinen Herrschaft. 1351 wurden die Adligen von Schönburg-Crimmitschau vom böhmischen König Karl IV. mit der Herrschaft Schlettau, bestehend aus Stadt und fünf Dörfern, belehnt. Zu jener Zeit wurde auch die Burg um einen im gotischen Stil erbauten Palas erweitert.
Von 1413 bis 1536 gehörte Schlettau zur Zisterzienser-Abtei Grünhain, deren Äbte um 1500 den Palas zum Schloss ausbauten. 1458 kaufte Kunz von Schönfels mit seinen Brüdern Arnold und Siegmund das Schloss Schlettau. Nach der Säkularisation gelangte es 1536 in das Eigentum der sächsischen Kurfürsten, die es als Jagdschloss nutzten. Ab 1634 wurde hier eine Oberforst- und Wildmeisterei eingerichtet. Die heute noch vorhandenen baulichen Bestandteile bestehen aus einem Renaissance-Mittelteil (ca. 1620) und zwei barocken Flügeln (Anfang 18. Jahrhundert) stammen aus der kurfürstlichen Zeit. Das 18. Jahrhundert war aus Kostengründen von einem zunehmenden Verfall der Baulichkeiten geprägt. 1796 wurden der Sitz der Oberforst- und Wildmeisterei nach Schneeberg verlegt und Schloss Schlettau in bürgerliche Hände verkauft.
1814 erwarb Johann Traugott Lohse das Schloss und richtete dort eine Spinnmühle ein. Unter Carl Friedrich Naumann entstand in den Räumlichkeiten ab 1885 eine Landmaschinenfabrik. Zwischen 1885 und 1909 ließ Naumann das Schloss unter Einbeziehung von neugotischen Elementen restaurieren.
Mit dem 1931 erfolgten Verkauf an die Stadt Schlettau endete die industrielle Periode der Schlossnutzung. Das Schloss wurde fortan bis 1964 als Museum genutzt. Seit 1995 wurden die historischen Gebäude unter Federführung eines Fördervereins restauriert und werden heute von diesem verwaltet und wieder museal genutzt.

## Anlage

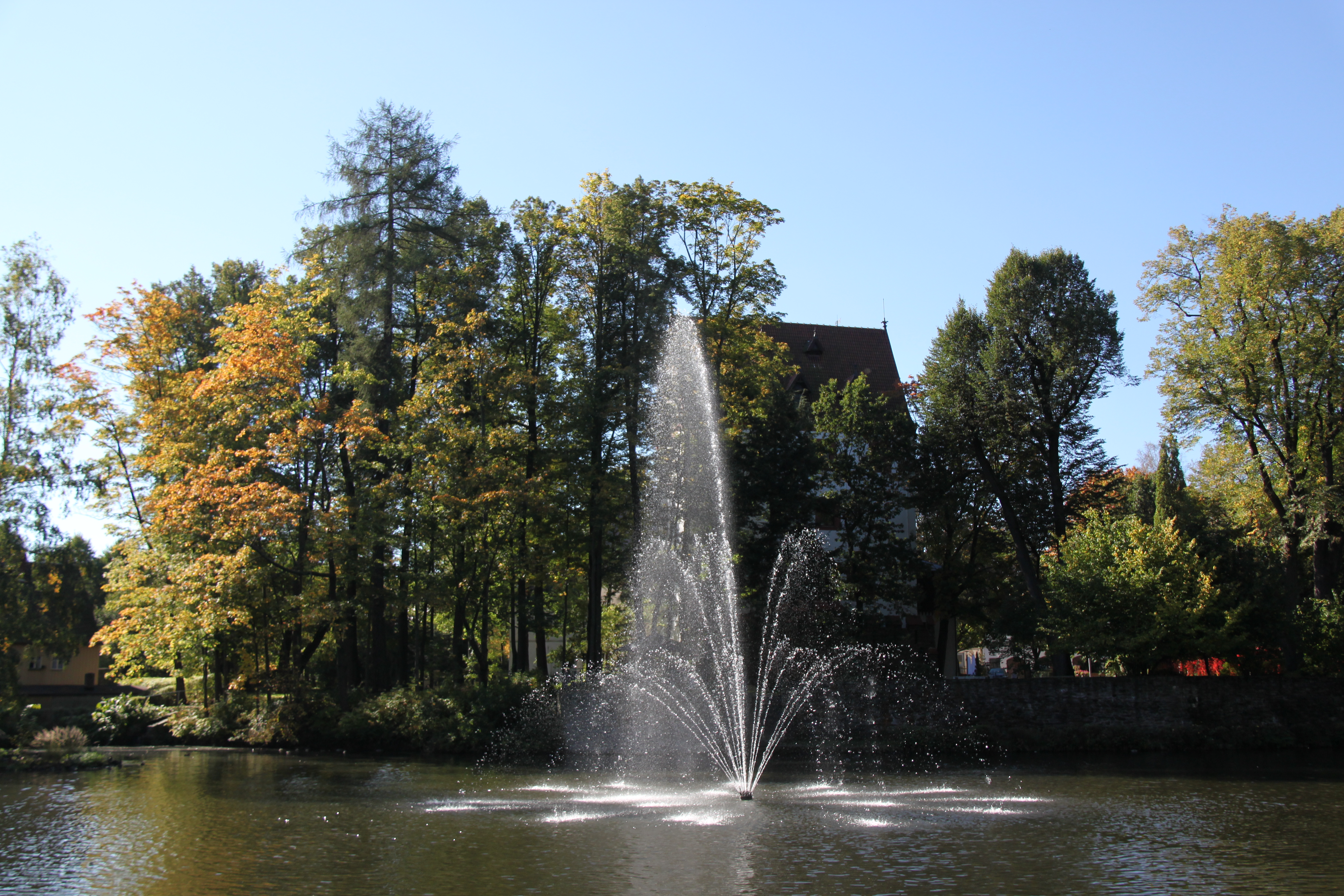
Im Schlosspark von Schlettau

Das Schloss und sein Herrenhaus sind von einem romantischen Park mit zwei Teichen umgeben. In den Museumsräumen wird die Geschichte des Baudenkmals und der Region mit zum Teil lebendigen Präsentationen dargestellt. Ein Zentrum für Wald- und Wildgeschichte erinnert an die Zeit der Oberforstmeister im Schloss und motiviert zum Schutz der Natur. In Schauwerkstätten wird die reiche Tradition der Posamenten- und die Kräuterlikörherstellung im Erzgebirge vermittelt. Die Sammlung Erzgebirgische Landschaftskunst bietet eine Kollektion von Bildern und Grafiken vom Erzgebirge. Das Kulturangebot umfasst die Reihe „Musik und Literatur im Rittersaal“, das Festival „2000 + 1 Nacht“ und weitere Veranstaltungen, insbesondere zur Weihnachtszeit. Im Rittersaal finden Trauungen statt, im Weinkeller historische Gastronomie. Einige Räume werden für private oder betriebliche Veranstaltungen vermietet.